# سیارک ۱۸۶۳۹
سیارک ۱۸۶۳۹ (به انگلیسی: 18639 Aoyunzhiyuanzhe، نامگذاری:1998ER8) هجده هزار و ششصد و سی و نهمین سیارک کشف شده‌است که در ۵ مارس ۱۹۹۸ کشف شد.
قدر مطلق سیارک برابر ۱۲.۳ است.